# Walter Richard Langer
Walter Richard Langer (* 24. August 1936 in Wien; † 21. Mai 1995 Wien) war Moderator und Gestalter von Radio- und Fernsehsendungen im Österreichischen Rundfunk (ORF) und galt als einer der profiliertesten Jazzexperten Österreichs.

## Jazzsendungen und sonstige Tätigkeit
Langers Radiosendung „Vokal – Instrumental – International“, kurz: „V. I. I.“ wurde fast 20 Jahre lang (zwischen 1967 und 1987) im Radiosender Ö3 ausgestrahlt und von Langer meist mit der Redewendung „Keep Swinging“, seinem Markenzeichen, beendet.
Neben weiteren Jazzprogrammen im Radio gestaltete und moderierte Langer auch die von 1975 bis 1979 ausgestrahlte Fernsehsendung „Bourbon Street“, in der auch eigens produzierte Liveauftritte namhafter Jazzmusiker wie Donna Hightower, Barney Kessel oder Albert Mangelsdorff zu sehen waren.
Hauptberuflich war Langer für den ORF als Sprecher der Informationssendungen „Zeit im Bild“, „Zehn vor zehn“ und „Aktuell“ angestellt, eine Tätigkeit, die er von 1965 bis zu seinem Tod 1995 ausübte. Bis 1982 präsentierte er zusätzlich die Nachrichten im ORF-Radio, gelegentlich wirkte er auch in Hörspielproduktionen mit, wie beispielsweise 1958 unter der Regie von Ferry Bauer in dem achtteiligen Hörspiel Die Dame ist blond von Lester Powell.
Einer breiten Öffentlichkeit vermittelte er auch den Jazz durch die von ihm herausgegebene Club-Edition V.I.P.-Jazz bei der Buchgemeinschaft Donauland 1978 - 1981. Die 40 Schallplatten bieten einen ausgezeichneten Querschnitt durch die Welt und die Geschichte des Jazz.

## Leben
Mit 17 Jahren gestaltete er erstmals eine Radiosendung über den Swing-Klarinettisten Benny Goodman.
Ursprünglich hatte Langer in der zweiten Hälfte der 1950er Jahre nach seiner Matura an der Bundesgewerbeschule in Linz als Tiefbauingenieur im Amt der Oberösterreichischen Landesregierung, Abteilung Brückenbau gearbeitet (unter anderem war er am Bau einiger Abschnitte der Westautobahn beteiligt).
Nebenbei spielte er jedoch (als Autodidakt) Gitarre und sang in einer Tanzband, dem Blue Danube Quintett; das Ensemble spielte auch Radioaufnahmen (als Begleitgruppe von Hannelore Auer, Greta Keller und Bruce Low) ein. Außerdem nahm Langer in dieser Zeit Schauspielunterricht.
Nach der Abschlussprüfung am Mozarteum in Salzburg beendete Langer seine Ingenieurslaufbahn, spielte Theater, u. a. zwischen 1962 und 1964 im Schauspielensemble von Otto Hans Böhm (1919–1996) am Stadttheater Klagenfurt sowie am Wiener Ateliertheater am Naschmarkt, hatte 1965 einen Statistenauftritt in dem TV-Film „Der Himbeerpflücker“ (mit Kurt Sowinetz und Helmut Qualtinger, Regie Erich Neuberg) und absolvierte, wie viele Schauspieler, nebenbei diverse Sprecherjobs (Radiomoderationen, Werbung, Kriegsblindenfürsorge). 1965 wurde er, zunächst als Urlaubsvertretung, Nachrichtensprecher im Aktuellen Dienst Fernsehen des Österreichischen Rundfunks.
Als 1967, nach der ORF-Reform, der neue Popsender Ö3 auf Sendung ging, erhielt Langer das Angebot, die Sendung „Vokal – Instrumental – International“ zu moderieren, die zu dieser Zeit täglich außer Sonntag mit wechselnden Moderatoren von 10 Uhr 05 bis 11 Uhr ausgestrahlt wurde. Seine Bedingung, die Musik der von ihm präsentierten Sendungen auch selbst auszuwählen, wurde gerne angenommen. Nun konnte der bis dahin nur als ZIB-Sprecher bekannte Langer seine profunden Jazzkenntnisse einer breiteren Öffentlichkeit präsentieren.
Sein Sendungsdebüt feierte er am Mittwoch, dem 4. Oktober 1967. Zumeist moderierte er die Reihe am Dienstag und Donnerstag. Neben „V. I. I.“ gestaltete und präsentierte Langer zwischenzeitlich auch die Ö3-Sendungen „Frisch aus der Presse“, „Vor kurzem eingelangt“, „Jazz live“ oder „Big Band Sound in Stereo“. Bald wurde er auch als Ansager bei Jazzkonzerten verpflichtet, 1970 und 1971 war er außerdem Juror beim Montreux Jazz Festival.
Die Begeisterung für Jazzmusik war bei Langer durch den während der amerikanischen Besatzung im Oberösterreich der frühen Nachkriegszeit aktiven Soldatensender Blue Danube Network (BDN) geweckt worden. (Langers Eltern stammten zwar ursprünglich aus Wien, flüchteten aber während des Zweiten Weltkrieges nach Oberösterreich, wo Langer auch den Großteil seiner Schulzeit verbrachte.)

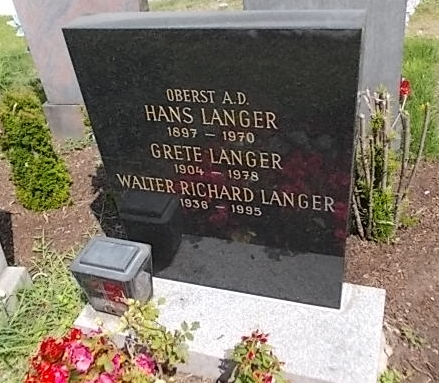
Grabstätte von Walter Richard Langer

Ab 1972 präsentierte Langer „V. I. I.“ allein, dafür dreimal die Woche (Dienstag, Donnerstag [diese beiden wurden zwischen 1972 und 1974 am Folgetag wiederholt] und Samstag). Ab 1981 wurde nur noch der Samstag-Vormittagstermin eingehalten. Die anderen Sendungen wechselten zunächst auf Abendtermine und wurden später durch die (zum Teil ebenfalls von Langer präsentierte) Sendung „Ö3-Jazzhaus“ ersetzt. 1987 kam auch das Ende für das Samstags-„V. I. I.“, als gleichwertigen Ersatz erhielt Langer einen Sendeplatz am Sonntagnachmittag, die Sendung hieß nun „Keep Swinging“; diese wurde ihm aber nach einem Streit mit dem damaligen Ö3-Chef Dieter Dorner entzogen. In weiterer Folge gestaltete Langer vor allem Jazzsendungen für den ORF-Radiosender Österreich 1 („Jazz unlimited“, „Jazzforum“, „Ö1-Jazznacht“, „Piano Forte“). Auf Ö3 war er in dieser Zeit (abwechselnd mit anderen Moderatoren) in den Sendungen „Ö3-Nachtexpress“, „Ö3-Jazzhaus“ und später „Round Midnight“ zu hören.
Auch für die Fernsehsendungen „Apropos Musik: Jazzszene Österreich“ (1980), „Faces in Jazz“ (8 Folgen, 1978) und „Bourbon Street“ (35 Folgen, 1975 - 79) war Langer hauptverantwortlich. Zwischen 1983 und 1984 arbeitete er außerdem für die Redaktion „Aktuelle Kultur“ des ORF-Fernsehens und interviewte in dieser Zeit Musiker wie Benny Goodman, Bobby McFerrin oder Mikis Theodorakis. Als Kolumnist der Hifi-Fachzeitschrift „VOX“ verfasste Langer zwischen 1978 und 1984 regelmäßig den „Jazz-Corner“, zudem übersetzte er die Biographien der Jazzmusiker Dizzy Gillespie („To Be Or Not To Bop“), Charlie Parker („Bird lebt“), Miles Davis („Round About Midnight“), John Coltrane („Chasin’ The Trane“) und Glenn Miller („Glenn Miller – Sein Leben, seine Musik“) sowie ein Buch über Jazz während der NS-Zeit („La tristesse de Saint Louis“) aus dem Englischen.
In Summe moderierte Langer mit Abstand die meisten Jazzsendungen und hatte somit, gemessen an seinen Dienstjahren, die höchste Präsenz im Rundfunk. Er war der einzige Moderator, Sendungsgestalter bzw. Redakteur im ORF, der sowohl für die Hörfunksender Ö1, Radio Wien, Ö3 bzw. ROI als auch das ORF Fernsehen regelmäßig Jazzsendungen gestaltete.
Durch seine Popularität und sein hohes Engagement im Bereich des Jazz wurde er gelegentlich als "Jazzvater der Nation" bezeichnet. In Fankreisen war er als "WaRiLa" bekannt.
Am 21. Mai 1995 erlag Walter Richard Langer, während, oder kurz vor einer von ihm moderierten Sendung, der Ö1-Jazznacht, einem Herzinfarkt. Er wurde auf dem Atzgersdorfer Friedhof (1-51) bestattet.